# 铃鼓咖啡馆中的阿格斯蒂娜·塞加托里
铃鼓咖啡馆中的阿格斯蒂娜·塞加托里是梵高在1887年繪製的一幅油畫。上面是铃鼓咖啡馆的女老闆阿格斯蒂娜·塞加托里。這個咖啡館是當時包括梵高在內的一些巴黎藝術家常常聚集的場所，梵高本人曾在這座咖啡館里展出他的日式風格作品。後來咖啡館破產倒閉，梵高的作品也被債主扣押。

## 畫作
女人坐在小桌前這一意象曾多次被印象派畫家如德加和馬奈運用。畫中的桌椅呈鈴鼓狀，阿格斯蒂娜·塞加托里背後墻上是梵高的日式風格作品，這些作品在1887年2月開始展覽於此。

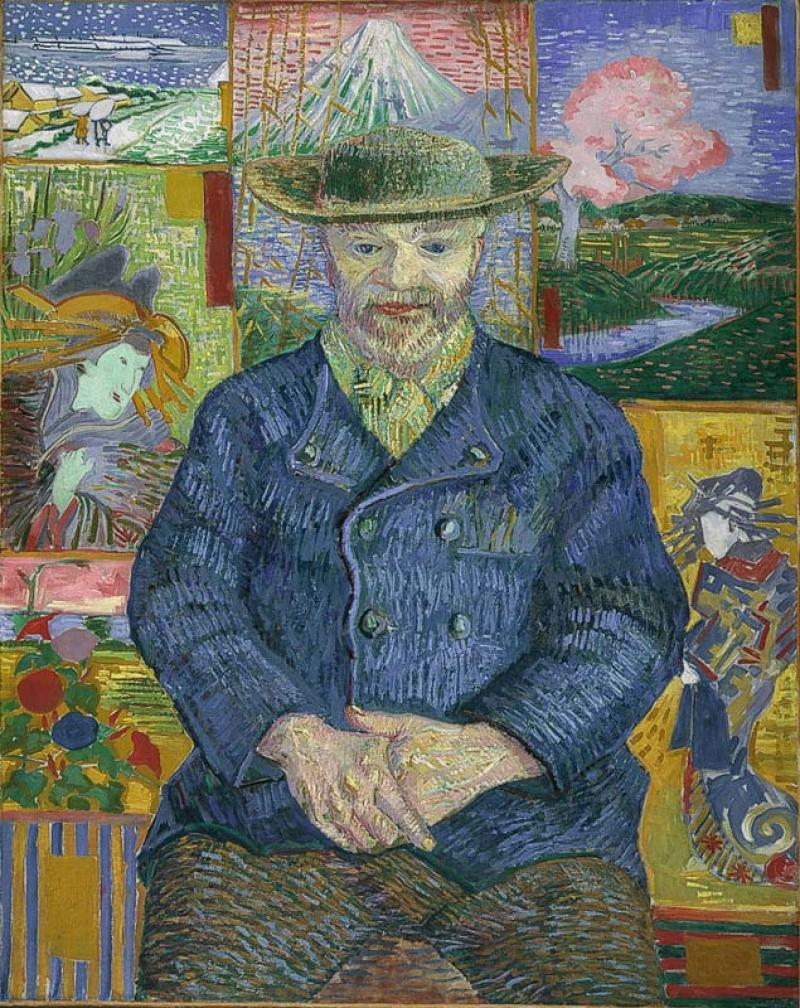
《唐吉老爹》，1887

對亮色的大膽運用標誌著梵高從早期畫風中走出，在這一年末完成的《唐吉老爹》上這一風格體現更為突出。